# Lökholm, Iniö
Lökholm med Vattesholm är en ö i Finland. Den ligger i Skärgårdshavet och i kommunen Pargas i landskapet Egentliga Finland, i den sydvästra delen av landet. Ön ligger omkring 56 kilometer väster om Åbo och omkring 200 kilometer väster om Helsingfors.
Öns area är 83,6 hektar och dess största längd är 1,7 kilometer i sydväst-nordöstlig riktning. Ön höjer sig omkring 25 meter över havsytan. I omgivningarna runt Lökholm växer i huvudsak barrskog.